# Tramwaje w Bukareszcie

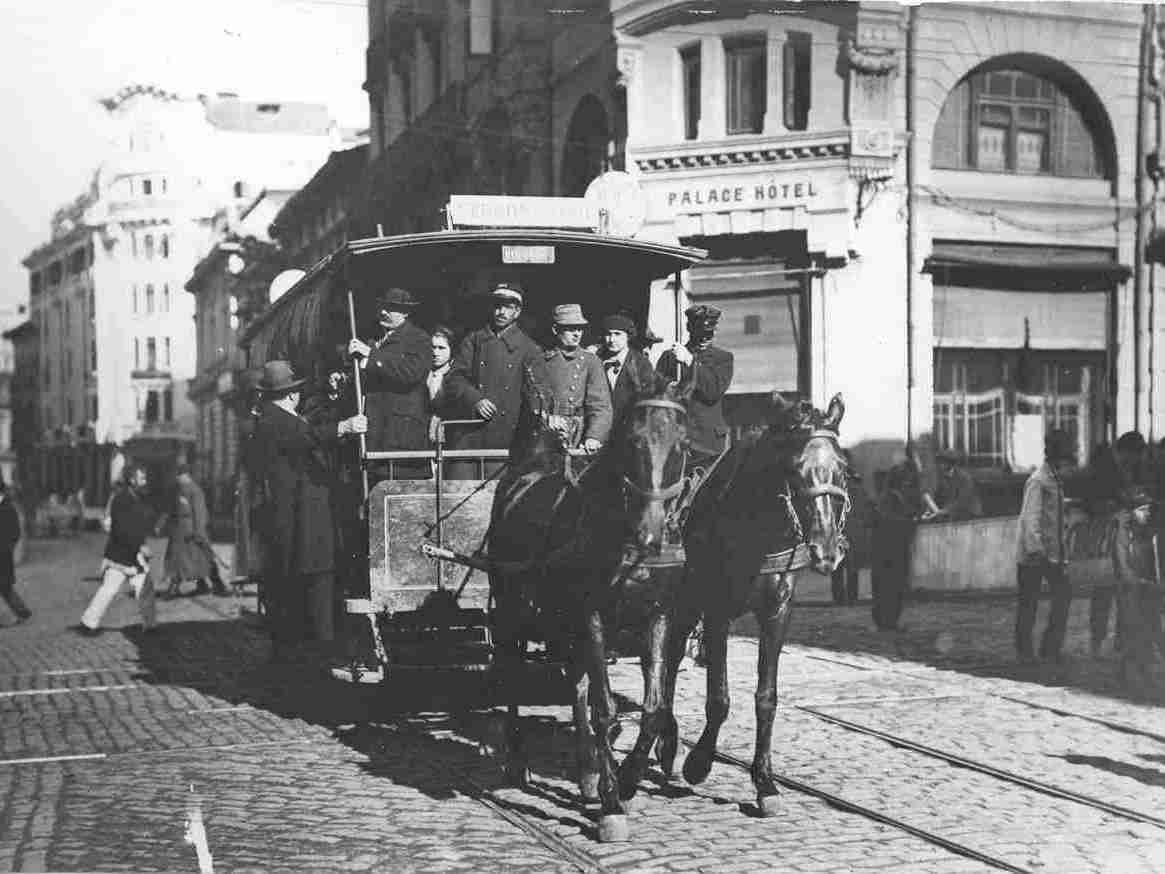
Tramwaj konny na ulicach Bukaresztu

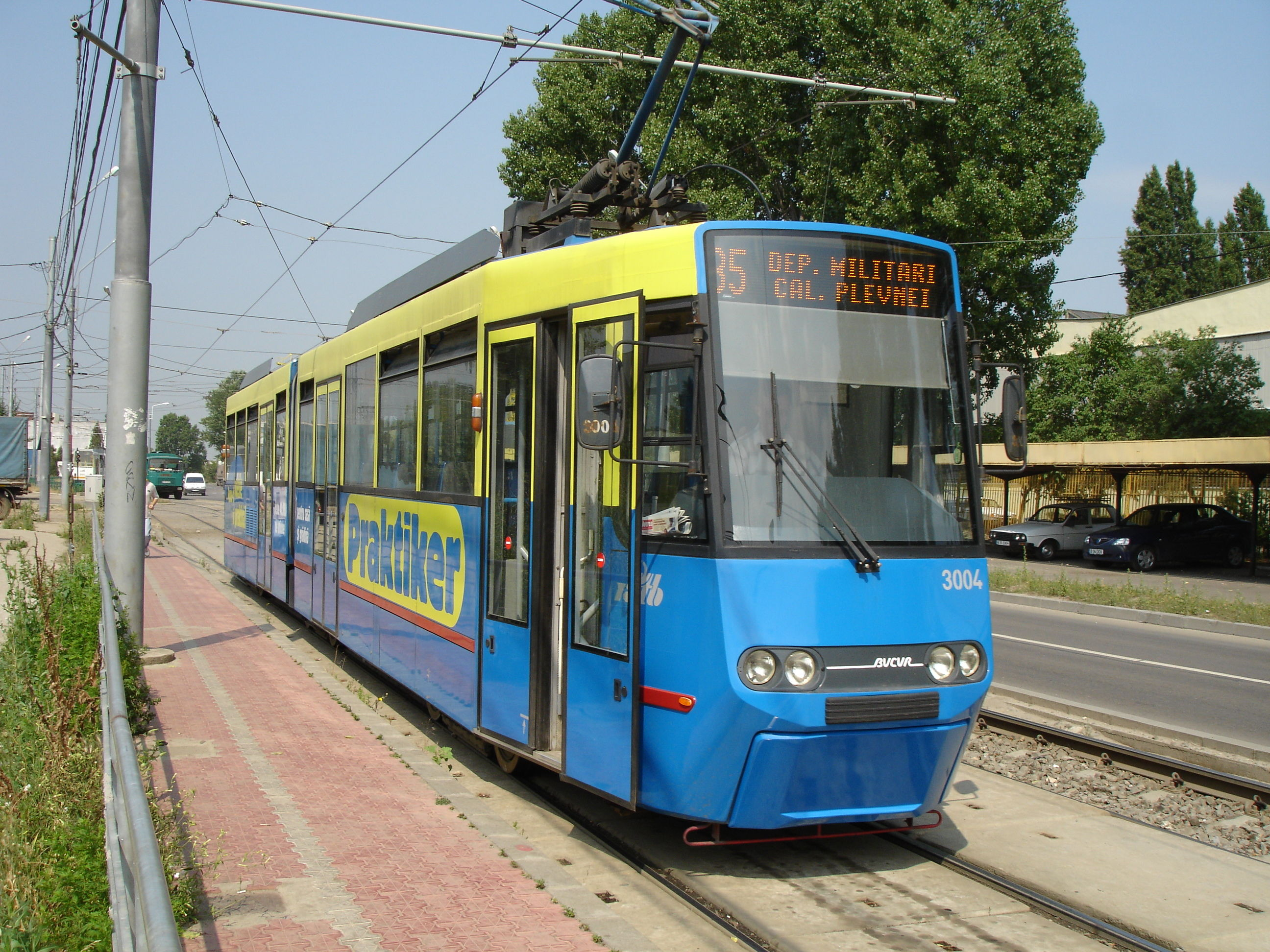
Tramwaj V2A-T o nr 3004

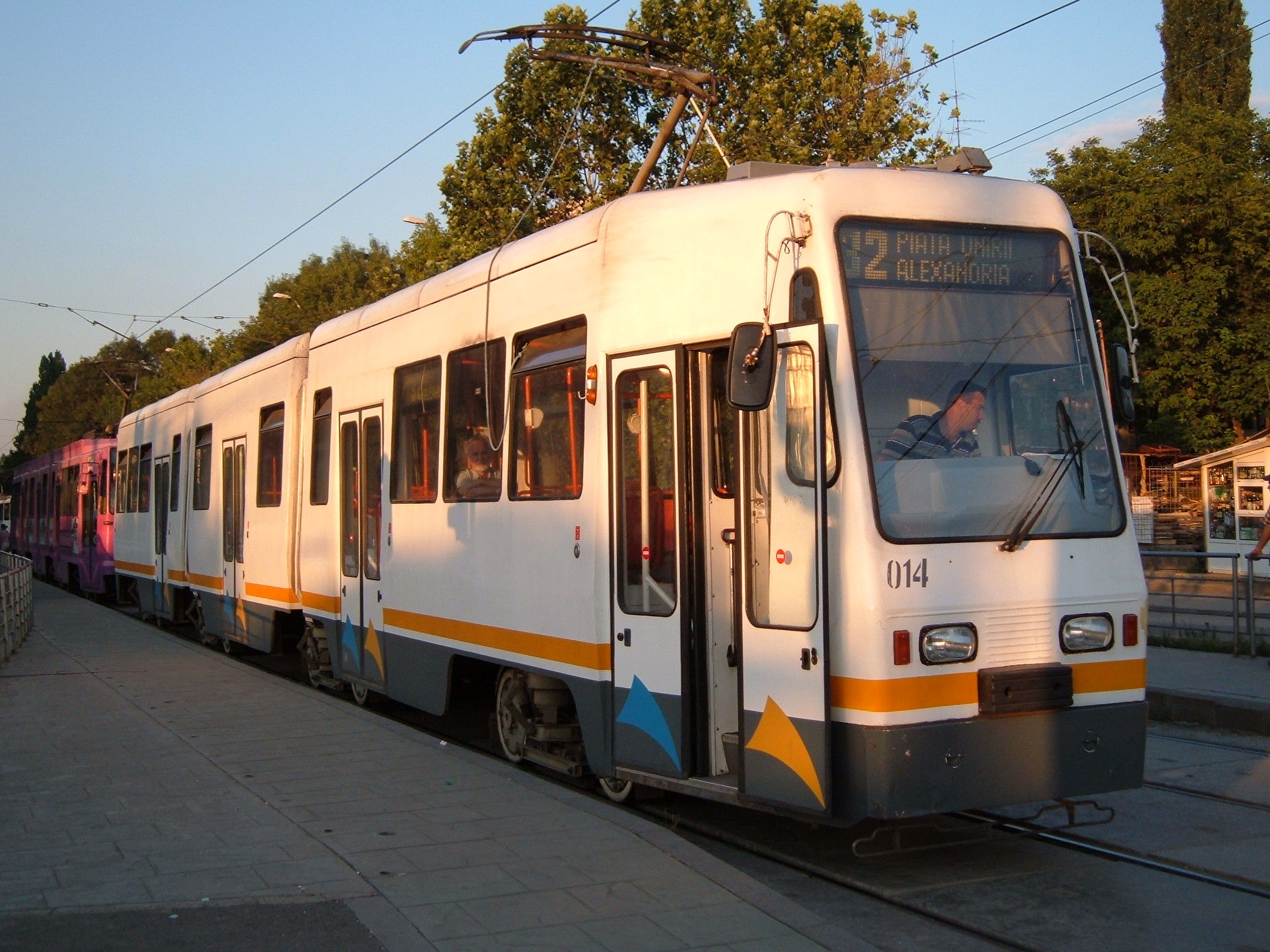
Tramwaj V3A-93М o nr 014

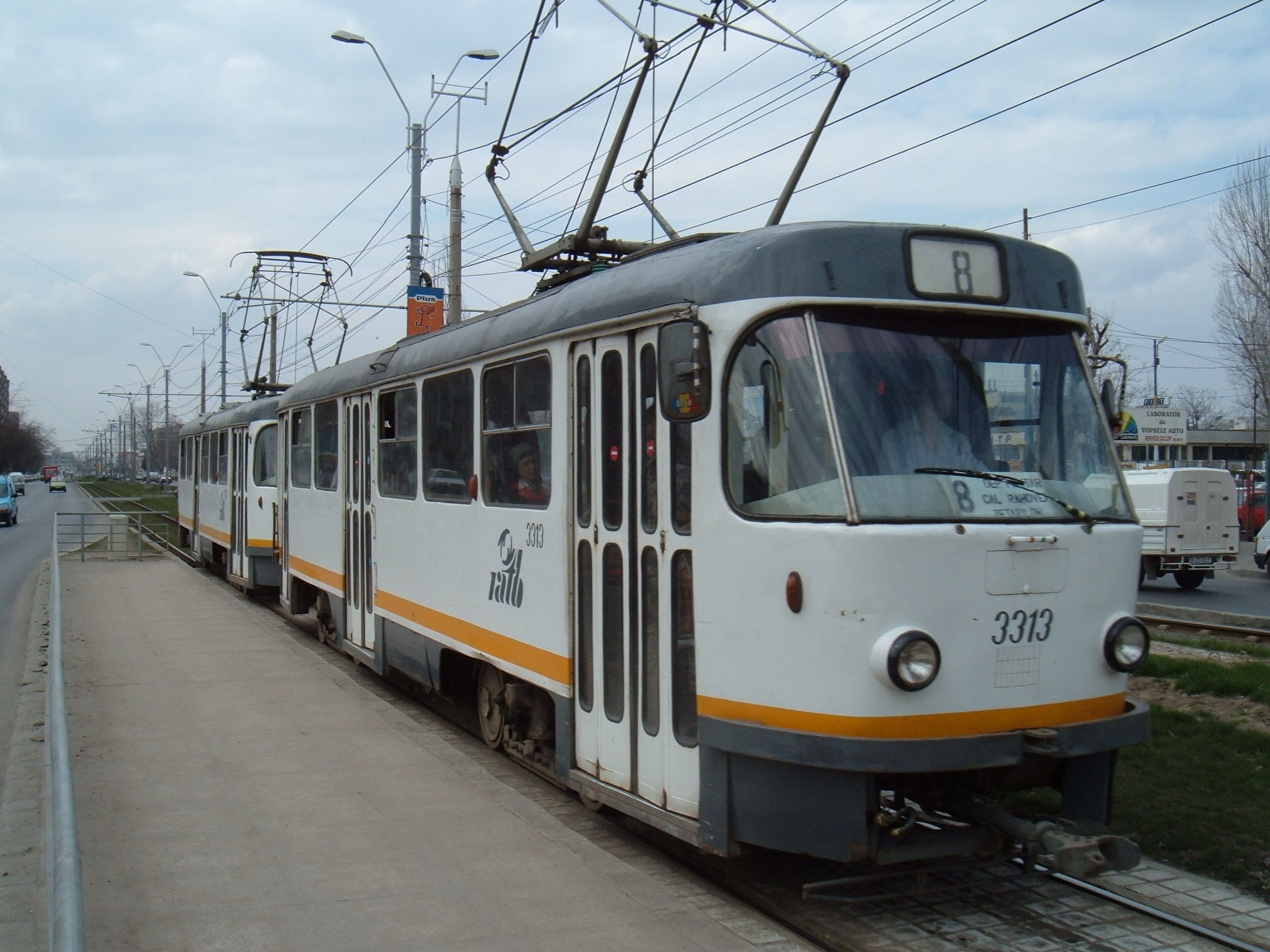
Skład tramwajów Tatra T4R

Tramwaje w Bukareszcie − system komunikacji tramwajowej działający w stolicy Rumunii, Bukareszcie.

## Historia
Pierwsze tramwaje konne wyjechały na ulice Bukaresztu 28 grudnia 1872. W kolejnych latach sieć tramwajową rozbudowywano i osiągnęła ona długość 20 km. 9 grudnia 1894 uruchomiono pierwsze tramwaje elektryczne, które kursowały na trasie Obor – Cotroceni. Tramwaje konne zlikwidowano w 1929. W 1950 w Bukareszcie było 27 linii tramwajowych. W 1951 wprowadzono do eksploatacji pierwszy tramwaj czteroosiowy. W latach 50. i 60. XX w. zlikwidowano część tras tramwajowych w centrum miasta jednocześnie budując nowe linie na przedmieściach (jedna z wybudowanych linii kończyła się w miejscowości Jilava). 
Pod koniec lat 90. XX w. przystąpiono do remontów tras tramwajowych. W 2002 oddano do eksploatacji zmodernizowaną linię nr 41, uruchamiając tym samym lekkie metro (Metrou ușor). Modernizacja tej linii była częścią planu zakładającego remont 110 km tras tramwajowych w południowo-zachodniej części miasta. W 2004 rozpoczęto modernizację dwóch zajezdni: Alexandria i Militari. W 2005 oddano do eksploatacji zmodernizowany tramwaj V3A z częścią niskopodłogową. W 2006 zakończono modernizację trzech zajezdni tramwajowych: Alexandria, Militari i Giurgiului oraz rozpoczęto modernizację zajezdni Dudești. W ramach zatwierdzonego w 2008 planu rozwoju komunikacji miejskiej do 2027 ma zostać wybudowanych kilka nowych linii tramwajowych. W 2009 poddano modernizacji 16 tramwajów. W Bukareszcie jest 9 zajezdni tramwajowych: Alexandria, București-Noi, Colentina, Dudești, Giulești, Giurgiului, Militari, Titan i Victoria oraz 1 zajezdnia techniczna.

## Linie
Obecnie w Bukareszcie istnieje 22 linii tramwajowych:
| Linia | Trasa |
| ----- | --- |
| 1     | ROMPRIM – PIAȚA SUDULUI – CALEA VĂCĂREȘTI – ȘOS MIHAI BRAVU – ȘOS ȘTEFAN CEL MARE – BD BANU MANTA – PASAJ BASARAB – ȘOS ORHIDEELOR – BD DOINA CORNEA – BD TIMIȘOARA – ȘOS PROGRESUL – ȘOS VIILOR – ȘOS OLTENITEI – ROMPRIM |
| 3     | PIAȚA PRESEI LIBERE – MEZEȘ |
| 5     | PIAȚA SF. GHEORGHE – BD LACUL TEI |
| 7     | C.F.R. PROGRESUL – PIAȚA UNIRII |
| 10    | ROMPRIM – ȘOS OLTENITEI – ȘOS VIILOR – ȘOS PROGRESUL – BD TIMIȘOARA – BD DOINA CORNEA – ȘOS ORHIDEELOR – PASAJ BASARAB – BD BANU MANTA – ȘOS ȘTEFAN CEL MARE – ȘOS MIHAI BRAVU – CALEA VĂCĂREȘTI – PIAȚA SUDULUI – ROMPRIM |
| 11    | ZEȚARILOR – CARTIER 16 FEBRUARIE |
| 14    | PIAȚA SF. VINERI – BD FERNINAND – PANTELIMON |
| 16    | PIAȚA SF. GHEORGHE – PLATFORMA INDUSTRIALA PIPERA |
| 19    | COMPLEX COMERCIAL TITAN – ZEȚARILOR |
| 21    | PIAȚA SF. GHEORGHE – PASAJ COLENTINA |
| 23    | ZEȚARILOR – FAUR POARTA 4 |
| 24    | CARTIER DĂMÂROAIA – VASILE PÂRVAN |
| 25    | C.F.R. PROGRESUL – DEPOUL MILITARI |
| 27    | COMPLEX COMERCIAL TITAN – PIAȚA UNIRII |
| 32    | DEPOUL ALEXANDRIA – PIAȚA UNIRII |
| 36    | REPUBLICA – PLATFORMA INDUSTRIALĂ PIPERA |
| 40    | COMPLEX COMERCIAL TITAN – PIAȚA SF. VINERI |
| 41    | PIAȚA PRESEI LIBERE – GHENCEA |
| 44    | CARTIER 16 FEBRUARIE – VASILE PÂRVAN |
| 45    | MEZES – BD. BANU MANTA |
| 47    | PIAȚA UNIRII – GHENCEA |
| 55    | PIAȚA SF. VINERI – PIAȚA IANCULUI – PANTELIMON |

## Tabor
Podstawę taboru w Bukareszcie stanowią wagony V3A oraz V2A, które od 1993 są modernizowane, a tramwaje V2 dodatkowo są przebudowywane na typ V3A. Łącznie do Bukaresztu dostarczono 362 tramwajów V3A oraz 49 V2. Kolejnym licznym typem tramwajów są tramwaje Tatra T4R. Do 2007 eksploatowano także używane tramwaje sprowadzone z Frankfurtu nad Menem. Najnowszym typem tramwajowym w Bukareszcie są tramwaje Bucur LF w 60% niskopodłogowe. Obecnie tabor składa się z 562 tramwajów:
| Typ                        | Liczba |
| -------------------------- | ------ |
| V3A                        | 425    |
| Tatra T4R                  | 107    |
| V2A                        | 14     |
| Bucur LF                   | 16     |
| Astra Imperio Metropolitan | 100    |

Tramwaje typu V3A, będące po modernizacji, są w kilku wariantach i posiadają różne oznaczenia:
- V3A-93 - 151 tramwajów
- V3A-93M - 41 tramwajów
- V3A-93-CH-PPC - 5 tramwajów
- V3A-93-CH-PPC2 - 41 tramwajów
- V3A-93-2S - 13 tramwajów
- V3A-93-M2000 - 31 tramwajów
- V3A-93M-EPC - 8 tramwajów
- V3A-93-PPC-M2000 - 2 tramwaje

Tramwaje V2A:
- V2A-T	– 9 tramwajów
- V2S-T	– 2 tramwaje